# Famille de Grammont
Pour les articles homonymes, voir Gramont, Grammont et Familles de Gramont.
La famille de Grammont est une famille subsistante de la noblesse française de noblesse chevaleresque originaire de Franche-Comté qui à donné  notamment un  chambellan du duc de Bourgogne, des lieutenants généraux au service du roi d'Espagne puis du roi de France, des chevaliers d'honneurs aux parlements de Dole et Besançon, trois archevêques, un grand bailli de la noblesse de Bourgogne en 1789, un ambassadeur et deux députés de la Haute-Saône.
Cette famille issue au XIIIe siècle d'un cadet de la maison féodale des sires de Granges dont elle conserve les armes, ne garde ensuite que le nom de la terre de Grammont. Elle se divise en plusieurs branches dont ne subsiste que celle des marquis de Grammont qui fait rebâtir le château de Villersexel détruit en 1871 lors de la Bataille de Villersexel. Elle prouve une filiation noble remontant à 1290 pour les honneurs de la Cour en 1786 et 1787. Régis Valette, indique une filiation noble prouvée remontant à 1335.

## Histoire
La famille de Grammont est donnée par différents auteurs comme une des plus anciennes et illustres famille de la noblesse de Franche-Comté,,,,.
Elle est issue au XIIIe siècle des sires de Granges,,,,,, dont la seigneurie était une baronnie qui comprenait trente-trois villages et formait une des plus importantes baronnies de la Franche-Comté,,,, par Hugues de Granges, puîné de sa famille, chevalier, sire de Grammont, en 1134, le premier qui prit le nom de la terre de Grammont,,,,.
François Bluche indique que la famille de Grammont est reçue aux honneurs de la Cour en 1786 et 1787 sur une filiation noble prouvée remontant à 1290.
Régis Valette indique que famille de Grammont est de noblesse d'extraction chevaleresque avec filiation noble prouvée remontant à 1335.
La famille de Grammont a donné des chevaliers croisés, donné 45 chevaliers de l'ordre de Saint-Georges du Comté de Bourgogne,, des chevaliers de l'ordre de Saint-Jean de Jérusalem, des chevaliers de Saint-Louis, des lieutenants-généraux, un ambassadeur, un député de la Haute-Saône, trois archevêques de Besançon, etc.
Hugues des Granges, chevalier, sire de Grammont, troisième fils de Guillaume II sire des Granges, épousa Poncette de Vauquaire, fille de Gérard, sire de Frasne-le-Château, connétable du Comté de Bourgogne à qui il fit en 1226, un assignat de sa dot sur les terres dont il jouissait. Il cautionna, en 1230, pour 100 marcs d'argent, les promesses de mariage faites par Othon de Méranie, comte Palatin de Bourgogne, à Hugues de Bourgogne, qui devait épouser Alix sa fille. Il donna en 1244, donna des dîmes et confirma des acquisitions à l'Abbaye de Lieu-Croissant.
Guillaume, sire de Grammont, prit indifféremment les noms de Granges et de Grammont, sans changer les armes de Granges, qu'il porta pleines dans son sceau, de même que son fils, qui ne fut plus connu que sous le nom de Grammont. Sa postérité forma trois branches, éteintes.
Il avait pour frère, Guyot, seigneur de Grammont en partie, dont les descendants, divisés en sept branches, prirent le nom de Grammont, à l'imitation de la branche aînée. Il n'en restait à la fin du XVIIIe siècle plus qu'une, qui subsistait dans les personnes de Pierre, marquis de Grammont, lieutenant-général des armées du Roi et Ferdinand, comte Grammont, son frère, colonel de Cavalerie, brigadier et maréchal des Camps et armées du roi.
Branches :
- La branche de Grammont-Fallon, éteinte avec Gabriel de Grammont, tué à Fontaine Française en 1595[14].
- La branche de Grammont-Châtillon, éteinte au XVIIIe siècle[14].
- La branche de Grammont-Conflandey, éteinte en 1700[14].
- La branche de Grammont-Vezet, éteinte[14].
- La branche de Grammont-Vellechevreux, éteinte[14].
- La branche de Grammont-Melisey, titrée marquis de Grammont en 1718[14] par érection de la terre de Villersexel en marquisat sous le nom de Grammont[3].

La branche subsistante des marquis de Grammont fut autorisée en 1949 à ajouter à son nom celui de Crillon,  à la suite d'une alliance avec la fille du dernier duc de Crillon.
Une branche installée aux XVIIe siècle en Allemagne occupe des charges dans l'administration autrichienne. Un de ses membres le colonel baron Franz Georg von Grandmont épouse en 1650 Johanna Franziska von Schönau et la famille reprend alors en gage, par cette alliance, le château et la seigneurie de Laufenburg et la charge de bailli qui y était rattachée, qu'elle conserve jusqu'en 1787. Cette branche subsisterait en Autriche.

## Titres
Ses membres ont porté les titres :
- Baron de Conflandey[6]
- Baron de Fallon[6]
- Baron de Faucogney[6]
- Baron de Melisey[6]
- Baron de Vellechevreux[6]
- Baron de Vezet[6]

Ses membres furent titrés :
- Chevalier par lettre de 1618[16].
- Baron de Châtillon par érection de la seigneurie de Châtillon, par lettres patentes du 29 novembre 1626  1626 du roi d'Espagne en faveur de Jacques Antoine de Grammont[5] (éteint).
- Comte de Grammont par érection de la seigneurie de Grammont par lettres patentes du 10 mars 1657 du roi d'Espagne, en faveur de Claude-François de Grammont, chevalier d'honneur au Parlement de Dole[6],[2],[1] (titre éteint).
- Marquis de Grammont par érection de la seigneurie de Villersexel érigée en marquisat sous le nom de Grammont pour Michel-Dorothée de Grammont, lieutenant général des armées du roi, chevalier d'honneur au Parlement de Besançon[3] ,[2],[1] (titre subsistant de nos jours)[9].

La famille de Grammont a été admise en 1940 à l'Association d'entraide de la noblesse française.

## Armes
- Armes anciennes :de gueules au sautoir d'or qui sont le armes de la maison de Granges[7].
- Armes à partir du  XIVe siècle : écartelé : au 1 et 4, de gueules au sautoir d'or qui est de Granges; au 2 et 3, d'azur à trois bustes de femme de carnation couronnées d'or à l'antique qui est de Grammont[2],s[1],[14].

Les trois buste représentent les têtes des rois mages. En 1164, l'empereur Frédéric Barberousse fit transporter de Milan à Cologne  par l'archevêque Renaud de Dassel trois corps données comme ceux des rois mages. Le séjour  de l'archevêque et des reliques est relevé à l'Abbaye de Lieu-Croissant le 29 novembre 1134. L'abbaye obtint en relique un pouce de l'un des rois et changea son nom en celui d'abbaye des Trois-Rois. Gydon (Guyot) des Granges, seigneur de Grammont, dont la famille était protecteur de l'abbaye changea à cette même époque son écusson « de gueules au sautoir d'or » en  « d'azur à trois têtes couronnées d'or » et la devise des Grammont devint « dieu ayde au gardien des Roys ». Selon d'autres héraldistes, ces armes rappellent les exploits d'un chevalier qui avait défendu trois reines des attaques des Sarrazins.
Devise : Lo soy que soy
 
Cri : Dieu aide au gardien des rois

Adage : Beauté de Grammont

## Généalogie simplifiée
La généalogie des différentes branches éteintes de la famille de Grammont est donnée par Étienne-Ignace Dunod de Charnage dans Histoire des Séquanois et de la province séquanoise (1737).
Généalogie de la branche subsistante (branche de Grammont-Melisey, marquis de Villersexel en 1718),, :
- Guillaume des Granges IV du nom, chevalier, seigneur de Grammont, bailli général au comté de Bourgogne, inhumé dans l'église de l'abbaye de Lieu-Croissant.
  - Guy des Granges IV du nom. chevalier, sire de Grammont, il fit hommage en 1308 de la terre de Grammont à Renaud de Bourgogne, comte de Montbéliard. Marié à Marguerite de Varre, il teste dans sa maison forte de Grammont le 6 janvier 1335 et choisit sa sépulture dans l'abbaye de Lieu-Croissant dans le tombeau de ses ancêtres.
    - Guillaume, sire de Grammont, qui prit indifféremment les noms de Granges et de Grammont, sans changer les armes de Granges, qu'il porta pleines dans son sceau, de même que son fils, qui ne fut plus connu que sous le nom de Grammont. Sa postérité forma trois branches, éteintes dans les maisons de Ray, d'Iselin, et de Rosen.
      - Guyot, chevalier, seigneur en partie de Grammont, mort en 1366 et inhumé en l'abbaye des Trois-Rois (Abbaye de Lieu-Croissant), marié à N de La Pierre de Ferrette. Sa descendance se divisa en 7 branches qui prirent le nom de Grammont, à l'imitation de la branche aînée. Il n'en reste plus qu'une.
        - Guyot de Grammont III, seigneur de Nomay, Ougney, Gesans, etc. qui épousa en premières noces Isabelle de Vellechevreux.
          - Thomas de Grammont, chevalier, seigneur de Vellechevreux, chambellan du duc Jean Sans Peur, mort en 1438. De son mariage avec Marie de Saux il eut entre autres Thiébaud.
            - Thiébaud de Grammont, chevalier, mort après 1486. Marié en 1443 à Jeanne de Grenans, dont :
              - Perceval de Grammont, mort en 1515, marié à Catherine de Montmarin, dont :
                - Étienne de Grammont, mort en 1578, marié en 1551 à Catherine de Montureux, dame de Melisey.
                  - Antoine de Grammont, seigneur de Melisey, mort au siège de Gertrudemberg, marié en 1573 à Fernandine de La Roche dont :
                    - Antide de Grammont, baron de Melisey, colonel d'infanterie, gouverneur de Dole et de Salins, mort en 1653. Marié à Reine de Felletet, dont entre autres :
                      - Claude de Grammont, prieur de Champlitte.
                      - Antoine-Pierre de Grammont, archevêque de Besançon, mort en 1698.
                      - Laurent-Théodule de Grammont, baron de Melisey, gouverneur du château de Joux, lieutenant-colonel de cavalerie, commandant en second lors du siège de Gray de 1668, marié en 1642 à Jeanne-Françoise de Poitiers dont entre autres : 
                        - François-Joseph de Grammont, archevêque de Besançon, mort en 1717.
                        - Ferdinand, comte de Grammont, baron de Faucogney, lieutenant-général des armées du roi, mort en 1718, marié à Suzanne du Bellay, dont entre autres :
                          - Antoine-Pierre de Grammont, colonel de cavalerie puis prieur de Morteau et archevêque de Besançon.

                        - Michel de Grammont, marquis de Grammont (1718), lieutenant-général des armées du roi, marié à Barbe-Maurice de Berbis, comtesse de Dracy, dont entre autres :
                          - Pierre, marquis de Grammont (1708-1795), chevalier de Saint-Louis et de Saint-Georges, mestre de camp d'un régiment de cavalerie à son nom, comparant à l'assemblée de la noblesse à Besançon en 1789, marié en 1735 à Mlle de Brion et en secondes noces à Henriette de Vaudrey, il ne laissa que des filles.
                          - Ferdinand, marquis de Grammont (1707-1797), chevalier de Malte de minorité en 1715[10],[19], chevalier de Saint-Louis, chevalier de Saint-Georges, lieutenant-général en 1780, grand bailli de la noblesse de Bourgogne, comparait à l'assemblée de la noblesse à Autun en 1789. Marié en 1749 à Marie Aglaé de Fresnoy, puis à Mlle de Durfort de Civrac et en 1760 à Marthe de Scorailles, dont :
                            - Alexandre-François, marquis de Grammont (1765-1841), chevalier de Saint-Louis et de Saint-Georges. Admis aux Honneurs de la Cour en 1787, marié  en 1786 à Rosalie de Noailles (sœur d'Adrienne, et belle-sœur de La Fayette et du vicomte de Noailles), dont :
                              - Pierre Théodule, comte de Grammont (1790-1820) qui ne laissa qu'une fille de Mlle de Carvoisin.
                              - Ferdinand, marquis de Grammont (1805-1889), député de la Haute-Saône, marié en 1829 à Ernestine Berton des Balbes de Crillon dont :
                                - Félix Théodule, marquis Grammont (1831-1920), marié en 1857 à Alexandrine de Nicolay, dont :
                                  - Antoine, marquis de Grammont (1861-1944), lieutenant de cavalerie, marié en 1889 à Jeanne Marie de Maillé de La Tour-Landry dont :
                                    - François, marquis de Grammont (1906-1945), capitaine, mort en déportation au camp de concentration de Dachau, mort pour la France. Marié en 1934 à Paule Rose Zénaïde Cécile Suchet d'Albufera, dont une fille.

                                  - François-Joseph Aymard Marie Théodule (1865-1940), marié en 1893 avec Marguerite Constance Louise Marie princesse de Croy dont :
                                    - Emmanuel, marquis marquis de Grammont (1897-1978), marié en 1927 avec Anne Marie Léonie Marguerite Budes de Guébriant, dont :
                                      - Bernard, marquis de Grammont (1932), marié avec Béatrice Colonna de Giovellina   
                                        - Antoine-Pierre de Grammont, marié en 2020 avec Diane de Talhouët de Boishorand

                                    - Michel, comte de Grammont Crillon (1901-1972), maire de Choisy au Bac, autorisé en 1949 à relever le nom de son aïeule Ernestine de Crillon, marié en 1931 avec Henriette Espérance Marie des Acres de l'Aigle. Dont trois filles et :
                                      - Charles Emmanuel de Grammont Crillon (1934-2023), sans postérité.

## Personnalités
- Thomas de Grammont, chevalier, seigneur de Vellechevreux, chambellan du duc de Bourgogne Jean sans Peur, mort en 1438[14].
- François-Gaspard de Grammont-Châtillon, prieur de Bellefontaine, Chantonnay et Vaux, abbé de Saint-Vincent de Besançon, évêque d'Aréthuse[6].
- Claude-François, comte de Grammont-Conflandey, chevalier d'honneur au Parlement de Dole en 1651, gouverneur d'Artois en 1667, colonel de cavalerie en Milanais, ambassadeur pour le roi d'Espagne en Bavière[6].
- Antide de Grammont, baron de Melisey, gouverneur de Dole et de Salins, mort en 1653[6].
- Ferdinand comte de Grammont, baron de Faucogney et de Melisey, lieutenant-général des armées du roi, mort en 1718[6].
- Michel-Dorothée, marquis de Grammont, lieutenant-général des armées du roi[6].
- Antoine-Pierre de Grammont (1614-1698), archevêque de Besançon de 1663 à 1698, fondateur de l'actuel Hôpital Saint-Jacques à Besançon, il fit construire l'Hôtel de Grammont à Besançon, siège du Conseil Régional de Franche-Comté ;
- François-Joseph de Grammont, archevêque de Besançon de 1698 à 1717.
- Antoine-Pierre II de Grammont archevêque de Besançon de 1735 à 1754.
- Pierre, marquis de Grammont (1707-1795) fonda en 1768 l'hôpital de Villersexel.
- Laurent Théodule, marquis de Grammont, (1765-1841), capitaine de cavalerie au régiment de la Reine, député de la Haute-Saône de 1815 à 1822, puis de 1827 à 1839.
- Ferdinand, marquis de Grammont, (1805-1889), maître de forges en Haute-Saône, maire de Villersexel, conseiller général et député de Haute-Saône, fondateur de l'hôpital de Luxeuil-les-Bains.

## Alliances
Les principales alliances de la famille de Grammont sont : d'Uzelles, de Varre, de La Guiche, de Fallon, d'Andelot-Coligny, de Granges, d'Arbon, de Saint-Aubin, de Fétigny, de Beaumotte, Perrenot de Granvelle, d'Achey, de Joux, de Laubespin, de Plaine, de La Palu, de Binans, de Poitiers (2 fois), d'Andelot-Cromary, de La Rochelle, du Châtelet, de Montagu-Boutavent, de La Pierre de Ferrette, de Vellechevreux, d'Arcey, de Neufchâtel, de Loray, de Vezet, de Quingey, de Saulx (2 fois), de Grenant, de Montmarin, de Cicon, de Vellefaux, de Méligny, de Montureux, de Ray de La Roche, Felletet, du Bellay, de Berbis, de Fouvent, de Brion, de Domprel, de Montfort-Taillant, de Mailleroncourt, de Crévecoeur, d'Anglure, de Coucy-Vervins, d'Oiselay, du Hautoy, d'Arguel, d'Amange, de Saint-Mauris-Châtenois (2 fois), de Citey, de Chassey, de La Roche, de Scorailles, d'Iselin de Lasnans, de Toulongeon, de Noailles, de Carvoisin, de Nicolay, de Maillé, de Croy, de Watteville, de Scey-Montbéliard, de Damas, de La Chambre-Seyssel, de Valengin, de Sully, de Beauveau-Craon, de Mérode, de Dreux-Brézé, Budes de Guébriant (1927), Colonna de Giovellina, de Talhouët de Boishorand (2020).

## Châteaux
- Château de Grammont (Haute-Saône) : après la prise de Besançon en 1674, Louis XIV fit démanteler les châteaux de Franche Comté, celui de Grammont fut rasé.
- château de Villersexel (Haute-Saône) à partir de 1699, le château de Villersexel, hérité de la famille de Rye, fut le nouveau lieu de résidence de la famille de Grammont.
- Château de Dracy-lès-Couches (Saône-et-Loire) par alliance au début du XVIIIe siècle avec la famille de Berbis-Dracy.
- Château du Franc-Port, aujourd'hui château des Bonshommes, à Choisy au Bac (Oise), par alliance avec la famille des Acres de L'Aigle.
- Château de Lugny (Saône-et-Loire) par alliance.

## Autres demeures et postérité
- Palais archiépiscopal de Besançon, ancien hôtel de Grammont, puis archevêché, et de nos jours actuel rectorat (XVIIIe – XIXe siècle), initié par le chanoine François-Joseph de Grammont, à Besançon[20].
- Maison de chanoines, dite hôtel du Chambrier ou de Grammont, site du Conseil régional de Bourgogne-Franche-Comté (XVIIIe siècle), acquis par Antoine-Pierre de Grammont, à Besançon[21].
- Hôpital de Grammont (XVIIIe siècle), édifié par Ferdinand de Grammont, à Villersexel[22].
- Hôpital de Luxeuil-les-Bains, anciennement dit hôpital Grammont (XIXe siècle), initié par Ferdinand de Grammont, à Luxeuil-les-Bains[23].
- Rue de Grammont (ex-rue des Romains), à Luxeuil-les-Bains.